# Ambrosiánská knihovna
Ambrosiánská knihovna (Biblioteca Ambrosiana) je knihovna v Miláně, která vznikla ze sbírky kardinála Federica Boromejského a byla otevřena veřejnosti v roce 1609. Je druhou nejstarší veřejnou knihovnou v Evropě; starší je jen oxfordská Bodleyova knihovna otevřená roku 1602. Součástí je galerie Ambrosiánská pinakotéka (Pinacoteca Ambrosiana). Obě instituce nesou jméno podle sv. Ambrože, patrona Milána. 
Ambrosiánská knihovna vlastní mimo jiné asi 30 tisíc rukopisů. K nejvzácnějším patří iluminovaný rukopis Iliady z 5. století Ilias Ambrosiana (též Ilias picta), významný seznam novozákonních knih Muratoriho fragment z 8. století a soubor více než 2000 da Vinciho kreseb a rukopisů, mimo jiné i Codex Atlanticus.
Galerie uchovává například Portrét hudebníka od Leonarda a další díla předních italských malířů, jako byli Tizian, Sandro Botticelli, Bramantino, Raffael Santi, Bernardino Luini a Caravaggio. Dále je zastoupen Jan Brueghel mladší, Francesco Hayez a mnoho dalších.

## V populární kultuře
Ambrosiánská knihovna byla přístupná veřejnosti od svého založení (původně čtyři hodiny denně – nyní pět). Velký učenec 17. století Gabriel Naudé uvedl, že v jeho době byly v celé Evropě pouze tři knihovny otevřené veřejnosti: Bodleyova knihovna, Ambrosiánská knihovna a Angelica. Tuto výjimečnou vlastnost dobře znali tehdejší cestovatelé. „Bibliotheca Ambrosiana je jednou z nejlepších knihoven v Itálii, protože není tak odtažitá jako ostatní, které se sotva nechají spatřit; zatímco tato otevírá své dveře veřejně všem příchozím a dovoluje jim číst, jaké knihy se jim zlíbí“ (Richard Lassels, The Voyage of Italy, 1670).
Dne 15. října 1816 navštívil knihovnu romantický básník lord Byron. Byl nadšen dopisy mezi Lucrezií Borgiou a Pietrem Bambem („Nejkrásnější milostné dopisy na světě“) a tvrdil, že se mu podařilo ukrást pramínek jejích vlasů („nejpůvabnější a nejsvětlejší, jaký si lze představit“), který byl vystaven.
Spisovatelka Mary Shelley navštívila knihovnu 14. září 1840, ale byla zklamána přísnými bezpečnostními opatřeními, která byla zavedena po nedávném pokusu o krádež „některých relikvií Petrarky“, které byly v knihovně uchovávány.

## Galerie

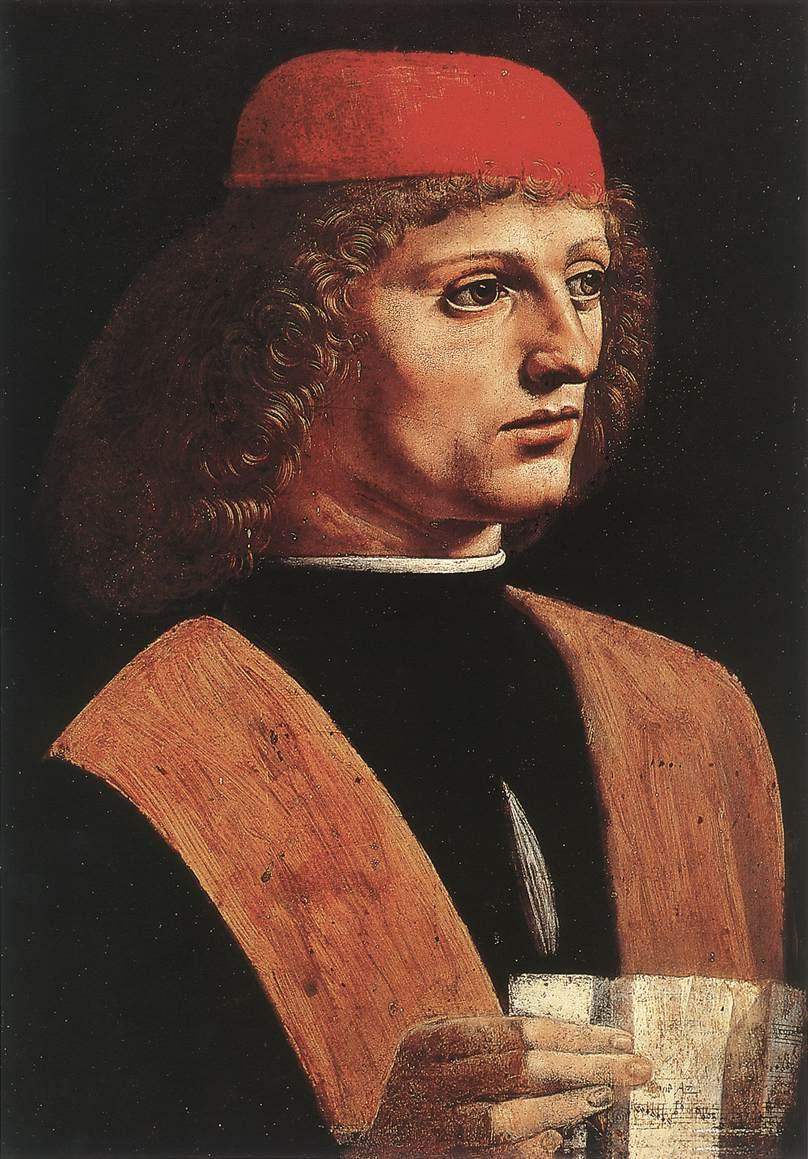
Leonardo da Vinci: Portrét hudebníka
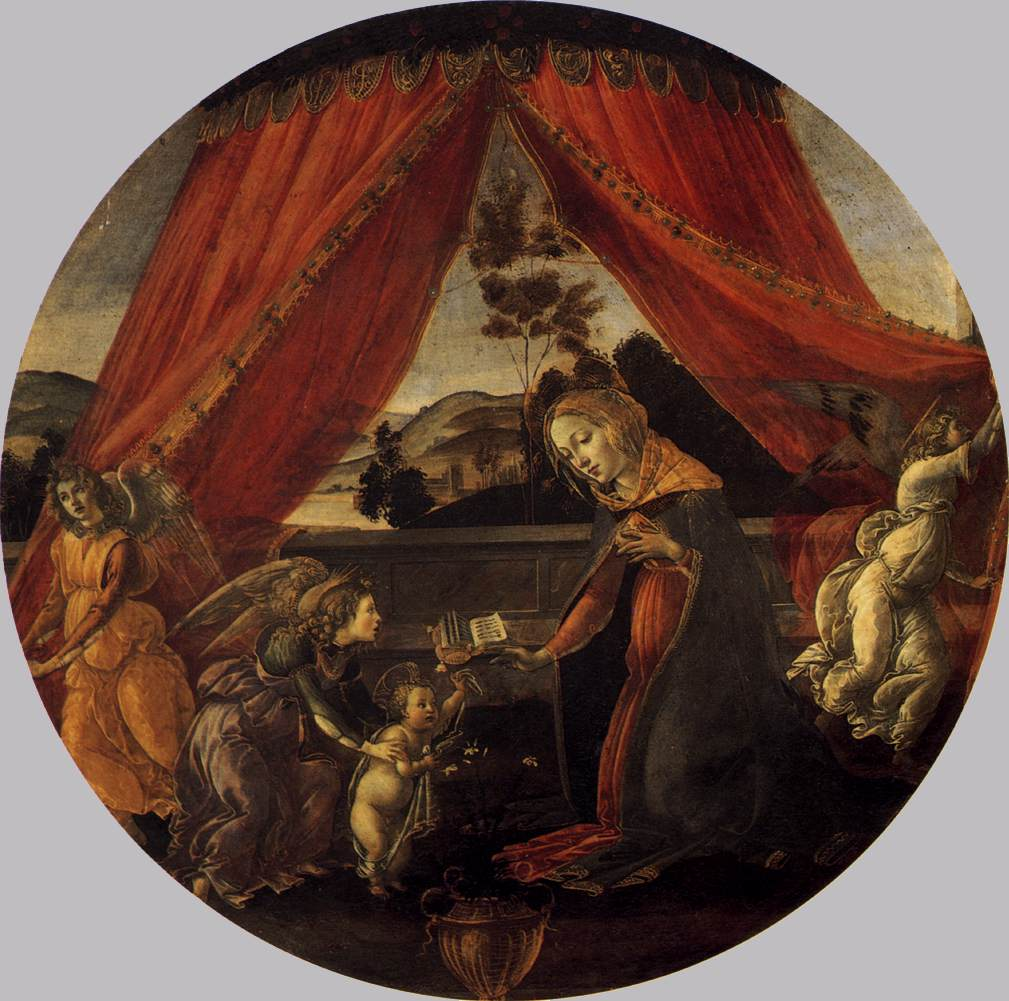
Sandro Botticelli: Madona s Ježíškem a anděly
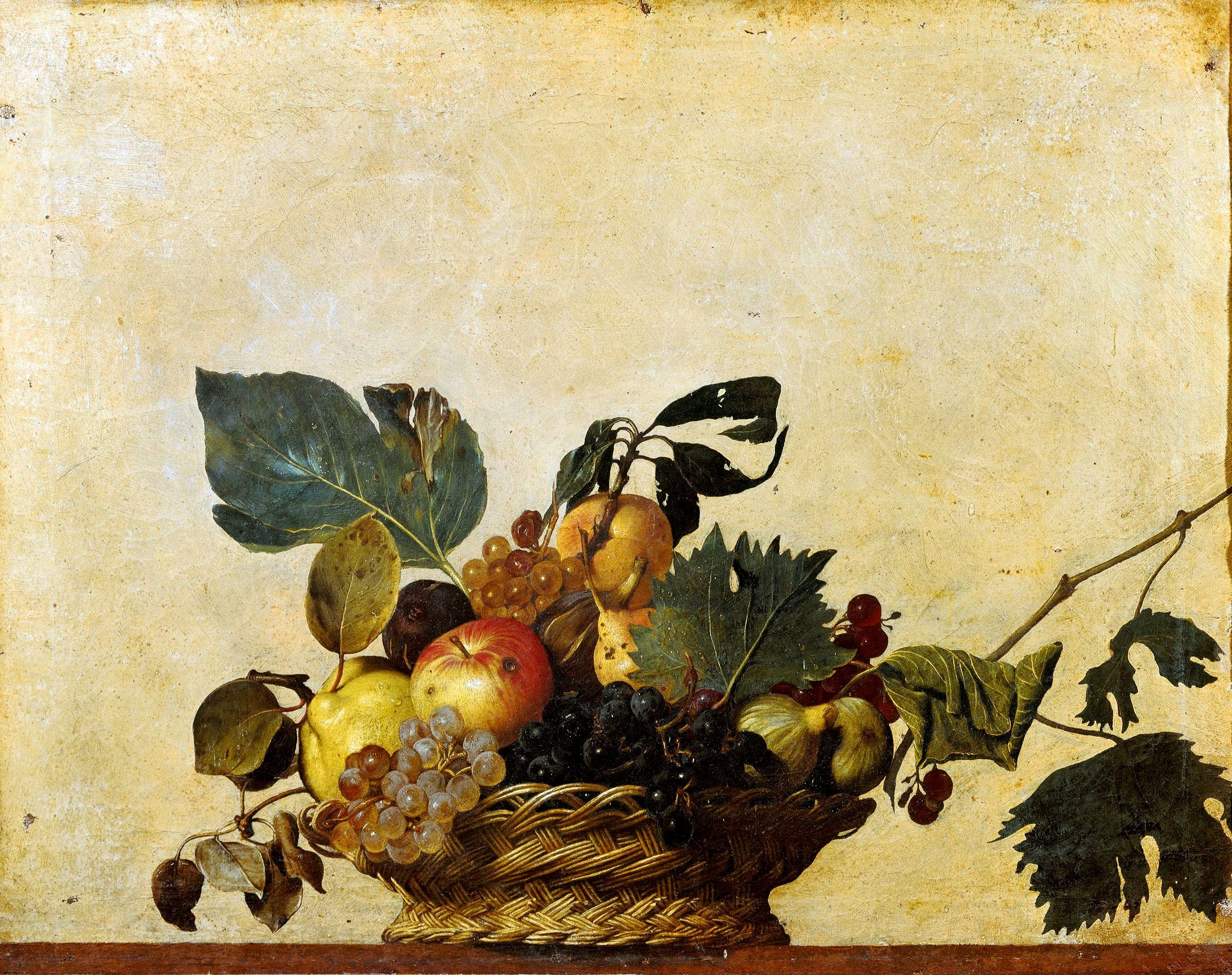
Caravaggio: Košík s ovocem